# Ahmad Ayad
Ahmad Ayad (in arabo احمد اياد ‎?; Baghdad, 19 gennaio 1991) è un calciatore iracheno, centrocampista dell'Ql Quwa Al Jawiya.

## Carriera

### Club
Ha sempre giocato nel campionato iracheno.

### Nazionale
Esordisce in Nazionale maggiore nel 2009, venendo poi convocato per la Coppa d'Asia 2011.